# سوزان سلون
سوزان سلون (بالإنجليزية: Susan Sloane)‏ مواليد 5 ديسمبر 1970 في كنتاكي، الولايات المتحدة، هي لاعبة كرة مضرب أمريكية سابقة بدأت مسيرتها كمحترفة سنة 1986 وكانت تلعب باليد اليمنى، اعتزلت اللعب في 1993. أعلى تصنيف لها في الفردي كان المركز الـ 19 في سنة 1989. أعلى تصنيف لها في الزوجي كان المركز الـ 202 في سنة 1987.

## النهائيات

### الفردي: 2 (1-1)
| الحصيلة | الرقم | التاريخ         | الدورة | الأرضية  | المنافس           | النتيجة     |
| ------- | ----- | --------------- | ------ | -------- | ----------------- | ----------- |
| الفوز   | 1.    | أكتوبر 17, 1988 | ناشفيل | صلبة (I) | بيفرلي باوز       | 6–3, 6–2    |
| الوصافة | 1.    | أكتوبر 29, 1990 | ناشفيل | صلبة (I) | ناتاليا ميدفيديفا | 3–6, 6–7(3) |

## روابط خارجية
- سوزان سلون على موقع رابطة محترفات التنس (الإنجليزية)
- سوزان سلون على موقع الاتحاد الدولي لكرة المضرب (الإنجليزية)
- سوزان سلون على موقع خلاصة التنس.كوم (الإنجليزية)